# I’m in Love
I’m in Love – siódmy album studyjny szwedzkiej piosenkarki Sanny Nielsen, wydany 2 marca 2011 przez wytwórnię Lionheart International.
Płyta była notowana na 3. miejscu na oficjalnej szwedzkiej liście sprzedaży. Wydawnictwo znalazło się na 65. miejscu najlepiej sprzedających się albumów w Szwecji w 2011 roku.
Krążek promowały 4 single: „Devotion”, „Part of Me”, „I’m in Love” i „Can’t Stop Love Tonight”.

## Lista utworów
| Nr  | Tytuł                     | Autorzy                                                       | Producenci                    | Czas  |
| --- | ------------------------- | ------------------------------------------------------------- | ----------------------------- | ----- |
| 1.  | „Devotion”                | Bobby Ljunggren, Marcos Ubeda                                 | Bobby Ljunggren, Marcos Ubeda | 3:15  |
| 2.  | „I’m in Love”             | Bobby Ljunggren, Peter Boström, Thomas G:son, Irini Michas    | Peter Boström                 | 3:01  |
| 3.  | „Part of Me”              | Henrik Wikström, Amir Aly                                     | Amir Aly, Henrik Wikström     | 3:36  |
| 4.  | „Not Afraid to Love”      | Sanna Nielsen, Henrik Wikström                                | Henrik Wikström               | 4:00  |
| 5.  | „If You Were Mine”        | Bobby Ljunggren, Kristian Lagerström                          | Oscar Holter, Jakke Erixson   | 3:04  |
| 6.  | „Can’t Stop Love Tonight” | Marcos Ubeda, Thomas G:son                                    | Marcos Ubeda, Amir Aly        | 3:00  |
| 7.  | „Demolition Woman”        | Sanna Nielsen, Henrik Wikström, Kristian Lagerström, Amir Aly | Amir Aly, Henrik Wikström     | 3:19  |
| 8.  | „This Time Love Is Real”  | Oscar Holter, Jakke Erixson, Alexander Bard                   | Oscar Holter, Jakke Erixson   | 3:39  |
| 9.  | „Take Me Home”            | Oscar Holter, Jakke Erixson                                   | Oscar Holter, Jakke Erixson   | 3:27  |
| 10. | „Foolish Heart”           | Henrik Wikström, Kristian Lagerström                          | Henrik Wikström               | 3:30  |
| 11. | „Just Like That”          | Henrik Wikström, Kristian Lagerström                          | Henrik Wikström               | 3:43  |
| 12. | „Paradise”                | Bobby Ljunggren, Marcos Ubeda                                 | Marcos Ubeda                  | 3:42  |
|     |                           |                                                               | Całkowita długość:            | 41:16 |

## Notowania
| Kraj    | Lista sprzedaży (2011) | Najwyższa pozycja |
| ------- | ---------------------- | ----------------- |
| Szwecja | Sverigetopplistan      | 3                 |

| Kraj    | Lista sprzedaży (2011) | Pozycja |
| ------- | ---------------------- | ------- |
| Szwecja | Sverigetopplistan      | 65      |